# Georgette Ferreira
Georgette de Oliveira Ferreira (Alhandra, 25 de junho de 1925 - Lisboa, 4 de fevereiro de 2017), foi uma deputada, dirigente e militante comunista portuguesa. Foi combatente antifascista, membro do Comité Central do Partido Comunista Português (PCP) entre 1950 e 1988, deputada à Assembleia Constituinte em 1975 e 1976 e deputada à Assembleia da República entre 1976 e 1988.

## Biografia
Filha de operários agrícolas e irmã de Sofia Ferreira, Georgette começou a trabalhar nos campos das Lezírias do Ribatejo aos 8 anos e tornou-se operária têxtil, aos 16 anos, na Fábrica de Fiação de Vila Franca de Xira, onde aprendeu a exploração a que eram sujeitos os trabalhadores. Aderiu ao Partido Comunista Português (PCP) em 1943, e dedicou-se à organização e luta em defesa dos interesses dos trabalhadores, encabeçando nesse mesmo ano a organização de uma greve de costureiras por aumento de salário.
Participou nas greves operárias de 8 e 9 de maio de 1944, e contribuiu para a organização dos atos de solidariedade aos trabalhadores que foram presos e levados para a Praça de Touros de Vila Franca de Xira. 
Na sequência do movimento grevista, em julho de 1945, como funcionária do Partido Comunista Português (PCP), passou à clandestinidade. Durante esse período foi presa por duas vezes, em 1949 e 1954. 
Em 28 de agosto de 1945, ano em que integrou as comemorações populares pela vitória sobre o nazifascismo na Segunda Guerra Mundial, escapou de ser presa na casa da Lapa, onde vivia com o seu companheiro, António Assunção Tavares, operário da Fábrica Cimentos Tejo. Em 1946 participou, com Cândida Ventura (1918 – 2015), no II Congresso Ilegal do PCP realizado na Lousã.
Em 1949, Georgette foi presa pela PIDE em Palmela e levada para a prisão de Caxias. Durante a prisão, em resultado da alimentação, a doença de estômago de que padecia agravou-se. Foi hospitalizada de urgência no Hospital de Santo António dos Capuchos em Lisboa, do qual fugiu em 4 de outubro de 1950, tornando-se a primeira mulher a evadir-se de uma prisão fascista.
Mudou-se para o Porto, onde viveu clandestinamente com a antifascista Clementina Amália, adotando o pseudónimo «Helena». Permaneceu no Porto até 1952, e em 1954 foi presa pela segunda vez.
Após a sua libertação em 1959, viveu alguns anos na antiga Checoslováquia, em Praga, com um coletivo de outros portugueses exilados como Cândida Ventura e Carlos Alfredo Brito até regressar a Portugal e à clandestinidade em 1965, sob o pseudónimo "Paiva".  Durante este período desempenhou tarefas nos distritos de Lisboa, Porto, Castelo Branco e Setúbal até ao 25 de Abril de 1974.
Representou Portugal no Congresso Mundial das Mulheres de 1963. Participou ativamente na construção das conquistas de abril, sempre profundamente ligada à luta dos trabalhadores.
Depois da revolução, foi deputada à Assembleia Constituinte em 1975 e 1976 e deputada à Assembleia da República entre 1976 e 1988, onde foi autora de projetos de lei relacionados com os direitos reprodutivos da mulher e o planeamento familiar.
Foi membro da União dos Resistentes Antifascistas Portugueses (URAP).
A sua biografia prisional consta do processo 1144/49 – Proc n.º 167/954 S. Investigação.
A sua vida em prisões e hospitais e na luta clandestina foi contada na primeira pessoa numa entrevista a Rose Nery Nobre de Melo publicada em 1975.
A sua morte, em 2017, foi comentada pelo Presidente da República Marcelo Rebelo de Souza em nota no site oficial.